# 鄧進東

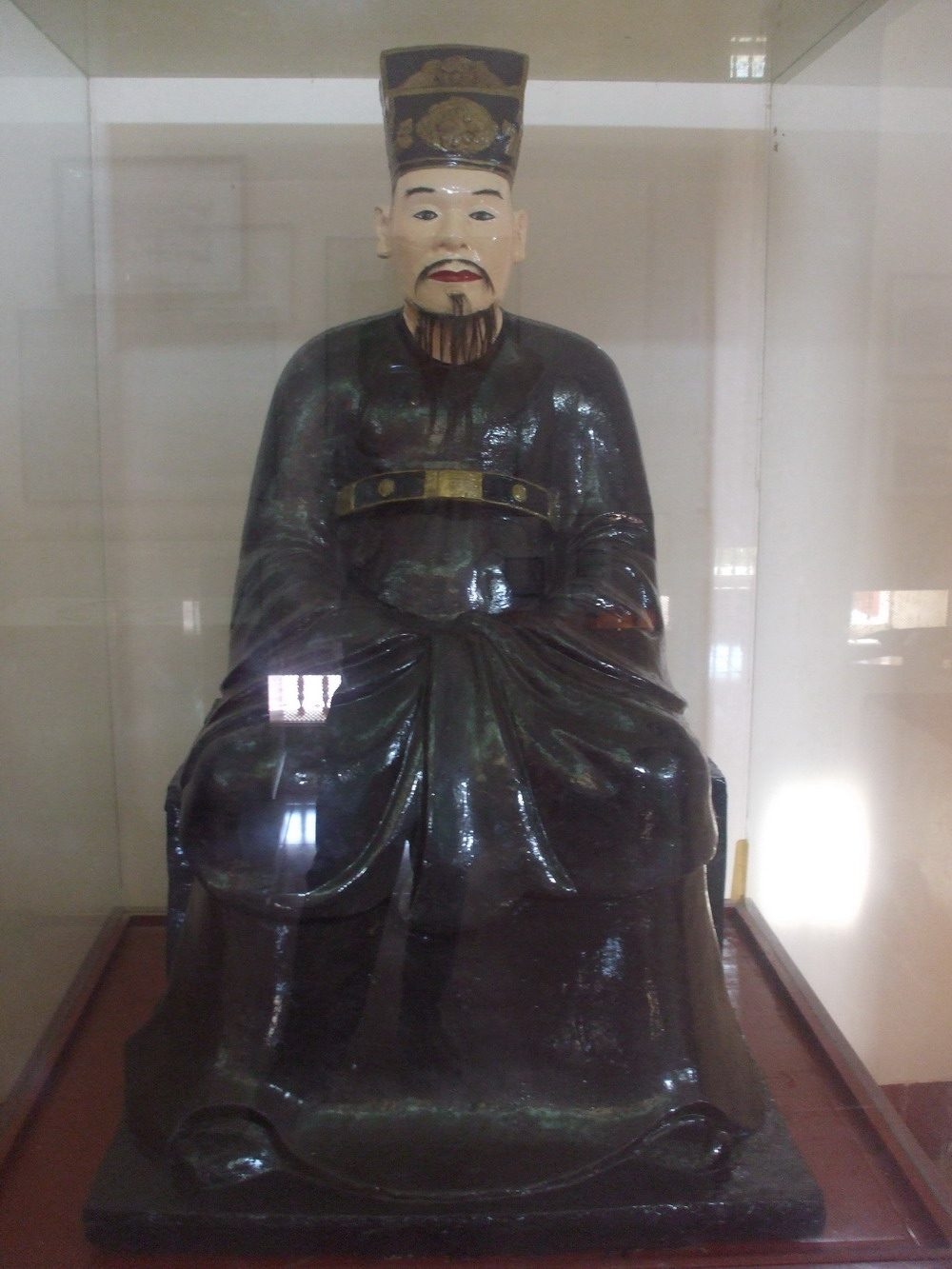
鄧進東

鄧進東（越南语：／，1738年6月18日—？），又名鄧進暕，越南鄭主官員，後為西山朝將領。
鄧進東是山南處常信府富川縣盛福社（今屬河內市富川縣）人，其父、祖都出仕於鄭主。1762年出仕於鄭主，為鄭主麾下的將軍。1786年，阮惠率西山軍進攻北河，他便有效命西山朝之心。1787年，他棄官前往廣南，請求謁見阮惠。阮惠對其甚為器重，封他為都督同知、授東嶺侯爵，拜清華鎮守。
在玉洄棟多之戰中，鄧進東率騎兵與象兵越過山林，經仁睦社，包圍清軍的棟多營，迫使清田州知府岑宜棟自殺。據潘輝梨考證，他可能是這次戰爭中第一個進入昇龍城的西山朝將領，但也有第一人是鄧文龍（Đặng Văn Long）、黎文龍（Lê Văn Long）、阮增龍等諸多說法。